# Peucedanum zenkeri
Peucedanum zenkeri là một loài thực vật có hoa trong họ Hoa tán. Loài này được Engl. ex H. Wolff miêu tả khoa học đầu tiên năm 1921.